# Contea di Nungarin
La contea di Nungarin è una delle 43 local government areas che si trovano nella regione di Wheatbelt, in Australia Occidentale. Si estende su di una superficie di circa 1.164 chilometri quadrati ed ha una popolazione di 246 abitanti.